# El atrapasueños
El atrapasueños es el noveno sencillo de Mägo de Oz y el tercer y último del álbum  Gaia.
Fue escrito por Txus Di Fellatio. La temática trata sobre la importancia de la humildad, que tenerlo todo no significa nada, que si creemos en nosotros mismos podemos conseguir lo que queramos, que algún día nuestros sueños se cumplirán.
Un detalle bastante llamativo es la utilización de ritmos indígenas americanos, es precisamente el ritmo de huayno o huayño, el cual es usado en la parte instrumental de la canción. El huayño es un ritmo originario de Perú, Bolivia y el norte de Chile, que se caracteriza por un ritmo alegre acompañado de instrumentos de cuerda y de viento, especialmente charango, flauta de Pan y la quena.

## Lista de canciones
| N.º  | Título            | Duración |  |
| 1.   | «El Atrapasueños» | 4:16     |  |
| 4:16 |                   |          |  |